# カサンドラ (プロレスラー)
カサンドラ・ガルシア・バロン（スペイン語: Casandra García Barrón、女性、10月30日 - ）は、メキシコ出身のプロレスラー。ルーダ。覆面レスラー、プリンセサ・サンディー（Princesa Sandy）としても活動。

## 来歴
1992年、AAAでデビュー。
2000年、大日本プロレスに初来日。
2003年、プリンセサ・サンディーとして2度目の来日。大日本の女子王座を米山香織と争うが奪取ならず。そして米山が所属するJWPに参戦。
その後、フリーとなり、AAAの他にCMLLや国内インディーを転戦している。
2011年11月、CMLLのルートで8年ぶりの来日をREINAで果たし、米山とタッグも組んだ。